# Leo Dvořák
Leo Dvořák (22. května 1964 – 21. července 1993 Klíčany) byl český a československý politik a bezpartijní poslanec (respektive poslanec za Občanské fórum) Sněmovny lidu Federálního shromáždění po sametové revoluci. Dle svazků STB byl Leo Dvořák důstojníkem v hodnosti poručíka Státní bezpečnosti a byl nasazen do OF Teplice.

## Biografie
V lednu 1990 zasedl v rámci procesu kooptací do Federálního shromáždění po sametové revoluci do Sněmovny lidu (volební obvod č. 65 – Teplice-východ, Severočeský kraj) jako bezpartijní poslanec. Ve Federálním shromáždění setrval do konce funkčního období, tedy do svobodných voleb roku 1990.
Profesně je k roku 1990 uváděn jako advokátní koncipient, bytem Teplice. Později měl být parlamentním tajemníkem Michala Kocába. Měl se podílet na přípravě prodeje podniku Jihočeské mlékárny. Zemřel při autonehodě u Klíčan u Prahy. Petr Cibulka ji interpretuje jako popravu provedenou kvůli jeho vazbám na podsvětí.